# Silnice II/153
Silnice II/153 je silnice II. třídy, která vede z Majdaleny do Dolní Lhoty. Je dlouhá 19,6 km. Prochází jedním krajem a jedním okresem.

## Vedení silnice

### Jihočeský kraj, okres Jindřichův Hradec
- Majdalena (křiž. I/24)
- Hamr (křiž. III/1539)
- Chlum u Třeboně (křiž. III/1538, III/1531, III/1534)
- Lutová (křiž. III/1532)
- Žíteč (křiž. III/1534a)
- Libořezy (křiž. III/1534, III/1536)
- Příbraz (křiž. 1537)
- Dolní Lhota (křiž. I/34)